# Polde Černigoj
Polde Černigoj, slovenski operni pevec, * 1. avgust 1922, Ajdovščina.

## Življenje in delo
Rodil se je v družini tesarja Leopolda in gospodinje Marije Černigoj v Ajdovščini. Ljudsko šolo je končal v rojstnem kraju, potem pa je do odhoda k vojakom pomagal očetu pri sezonskih delih. Ko so zavezniki junija 1943 osvobodili Sicilijo je z drugimi primorskimi fanti, ki so bili mobilizirani v italijansko vojsko prišel v zavezniško ujetništvo. Iz pristanišča Porto Empedocle so jih odpeljali v Afriko. Najprej v taborišče pri  Bizerti, potem v Alžir in nazadnje v Corso. Okoli Černigoja so se začeli na pevskih vajah zbirati primorski vojni ujetniki, ki so delali v zavezniških letalskih bazah. Nastal je pevski zbor, ki je štel okoli 35 pevcev in ni imel posebnega imena. Na prireditvah so ga najavljali kot zbor primorskih letalskih enot v Afriki. Kasneje so se pevci tega zbora v Beogradu priključili zboru »Srečko Kosovel«, sedaj MoPZ Srečko Kosovel, v katerem je deloval brat Mirko Černigoj. Polde Černigoj je v zboru pel prvi bas. Kot prvi basist je po osvoboditvi vse do upokojitve nastopal tudi v ansamblu ljubljanske Opere. V Ljubljani je končal srednjo glasbeno šolo za klavir, solffegio (glasbena vaja v solmizacijskem petju; petje brez teksta, le v zlogih, s katero se pevci privajajo na petje po notah) in kontrapunkt (1949-53).